# Acrossus carpetanus
Acrossus carpetanus är en skalbaggsart som beskrevs av Mariano de la Paz Graells 1846. Acrossus carpetanus ingår i släktet Acrossus och familjen Aphodiidae. Inga underarter finns listade i Catalogue of Life.